# 1835 Гайдарія
1835 Гайдарія (1835 Gajdariya) — астероїд головного поясу, відкритий 30 липня 1970 року.
Тіссеранів параметр щодо Юпітера — 3,306.